# هری نایکوئیست
هری نایکوئیست (به انگلیسی: Harry Nyquist) یکی از مشارکت کنندگان عمده در تشکیل نظریه اطلاعات می‌باشد.
شروع تحقیق در مورد نظریه اطلاعات اولین بار در سال ۱۹۲۴ توسط نایکویست در مقاله‌ای به نام «عوامل خاصی که سرعت تلگراف را تحت تأثیر قرار می‌دهند» (به انگلیسی: Certain Factors Affecting Telegrap Speed) انجام شد. نایکویست وجود نرخ ماکزیمم ارسال اطلاعات را متوجه شده و فرمولی جهت محاسبه این نرخ ماکزیمم ارائه کرد.